# Ripley’s Believe It or Not!

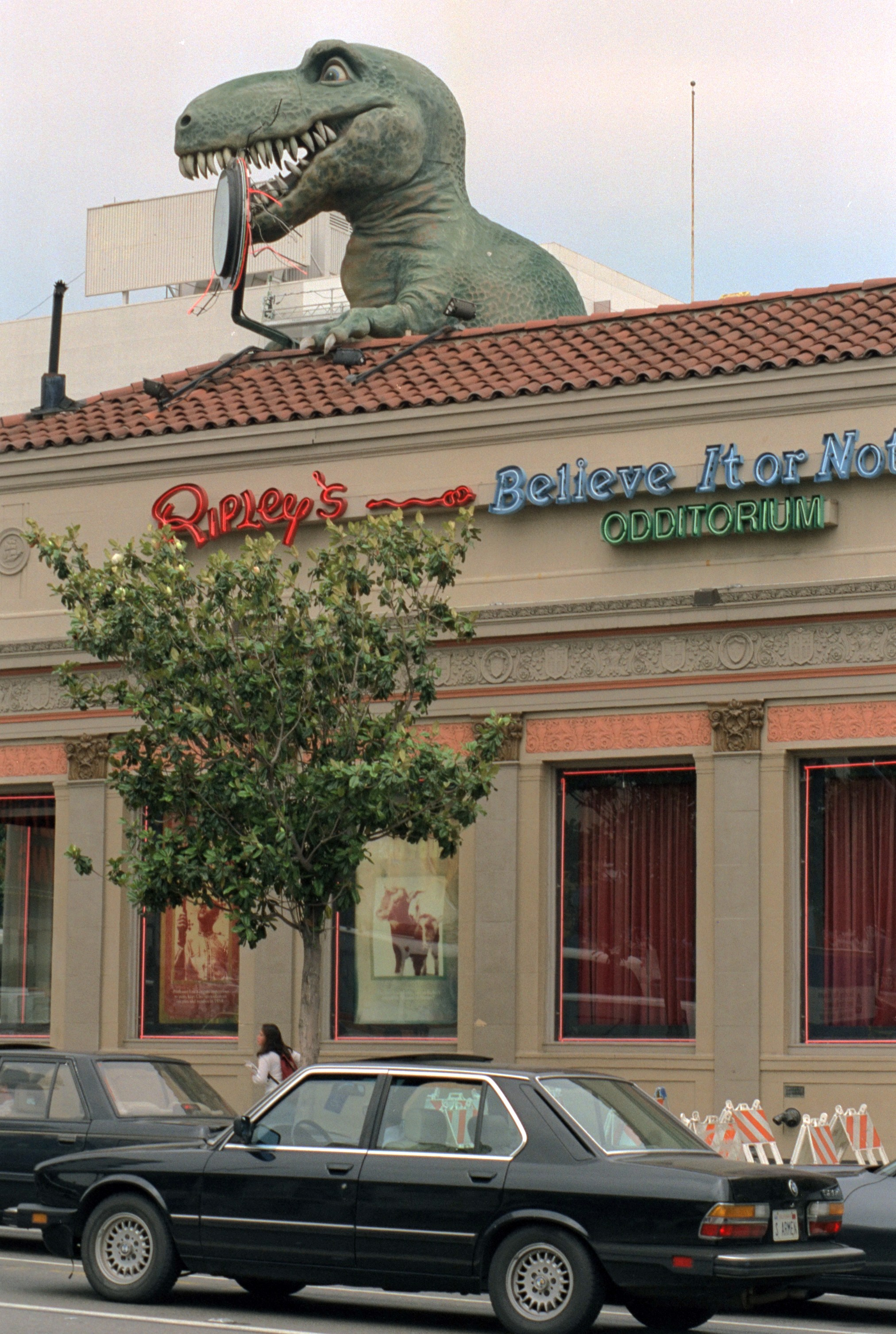
Odditorium in Hollywood

Ripley’s Believe It Or Not! (dt. „Ripleys Glaub’ es oder nicht!“ bzw. die deutsche Fernsehserie „Ripley’s unglaubliche Welt“) ist ein US-amerikanisches Franchise, von dem es Zeitungscartoons, Comics, eine Fernsehserie und mehrere Museen gibt. Dabei geht es vor allem um Kuriosa, Rekorde und Naturwunder.

## Geschichte
„Ripley’s Believe It or Not!“ wurde erstmals 1918 von dem Journalisten Robert Ripley im New York Globe publiziert. Ab 1933 wurden sogenannte „Odditorien“ (von engl. odd „seltsam“, „sonderbar“, „merkwürdig“), angefangen in Chicago, gebaut, in denen Nachbauten von skurril aussehenden Personen, Fotos der oben genannten Dinge oder anomale Maschinen gezeigt werden. Unter anderem ist hier der mumifizierte Kopf des deutschen Serienmörders Peter Kürten zu sehen.

## Comics (US)
- Ripley’s Believe It Or Not! erschien 1937 zum ersten Mal in Comicform in der ersten Ausgabe der Comic Serie Ace Comics vom Verlag David McKay Publications, Heft Nr. 1 - 151  (1937 bis 1949), zusammen mit Blondie (Comic), Jungle Jim von Alex Raymond sowie Krazy Kat. Heft Nr. 1 - 151  (1937 bis 1949).

Innerhalb der Serie All American Comics (1939 bis 1948) erschien Ripley's Believe It Or Not! in den Ausgaben Nr. 2 bis 24.
- Ripley’s Believe It Or Not!   (Harvey Publications)

Nr. 1 - 4     (Sept. 1953 bis März 1954)
- Ripley’s Believe It Or Not! True Ghost Stories (Gold Key Verlag)

Mini Comic Nr. 1
- Ripley’s Believe It Or Not! True Ghost Stories (Gold Key)

Nr. 1 - 2    (Juni 1965 bis Okt. 1966)
Serie wird zu:
- Ripley’s Believe It Or Not! True War Stories (Gold Key)

Nr. 1  ( = Nr. 3)   (Nov. 1966)
Serie wird zu:
Ripley’s Believe It Or Not! (Gold Key)
Nr. 4 - 94   (Apr. 1967 bis Feb. 1980)
- Ripley’s Believe It Or Not! True Weird (Ripley Enterprises)

Nr. 1 - 2    (Juni 1966 bis Aug. 1966)
- Ripley’s Believe It Or Not! in der Serie Mystery Comics Digest, (Gold Key) in den Nrn.: 1, 4, 7, 10, 13, 16, 19, 22, 25. (1972 bis 1975)

## Spiele
- Ripley’s Believe It or Not! The Riddle of Master Lu (Computerspiel, 1995), in Deutschland veröffentlicht als Das Rätsel des Master Lu
- Ripley’s Believe It or Not! (Flipperautomat, 2003)[1]